# Joseph Fabre (homme politique, 1741-1819)
Pour les articles homonymes, voir Joseph Fabre et Fabre.
Joseph Fabre, né Félix Joseph Julien Fabre à Sahorle près de Vinça (Roussillon) le 13 mars 1741, et mort à Vinça (Pyrénées-Orientales) le 29 janvier 1819, est un homme politique français.

## Biographie
Après avoir abandonné des études de théologie qui le destinaient à une carrière ecclésiastique, Joseph Fabre suit des cours de médecine. Une fois reçu docteur, il s'établit à Vinça. Il épouse Thérèse Monyer, originaire d'Ille, puis est nommé maire de Vinça. Remarqué pour son attitude prudente qui lui permet en 1790 d'éviter des troubles orchestrés par l'association Les amis de la paix, il est nommé juge de paix de sa commune.
Le 3 septembre 1792, il est le second sur cinq à être élu député des Pyrénées-Orientales à la Convention nationale avec 93 voix obtenues parmi les 158 votants. Ayant décidé de faire le trajet à dos d'âne de Vinça jusqu'à Paris, il n'arrive à la capitale qu'au bout d'un mois où siègent déjà Birotteau, Cassanyes, Guiter et Montégut, élus avec lui dans le département. Bien que siégeant avec les Montagnards, favorables à la République, Fabre est en fait quasiment absent des débats à la fois pour raisons de santé et par discrétion, craignant d'être confondu avec deux homonymes sur lesquels courent des rumeurs d'exécution. Il est d'ailleurs absent pour cause de maladie lors du vote sur la mort du Roi qui a lieu le 15 janvier 1793,.
Malgré l'incendie de sa maison à Vinça, provoqué par les armées espagnoles en 1794, Joseph Fabre rentre chez lui une fois son mandat achevé et reprend sa vie d'antan. Ses seuls témoins de sa vie parisienne sont sa médaille de député à la convention et une horloge dont il a fait l'acquisition et qui présente la particularité de diviser les heures selon le système décimal,.

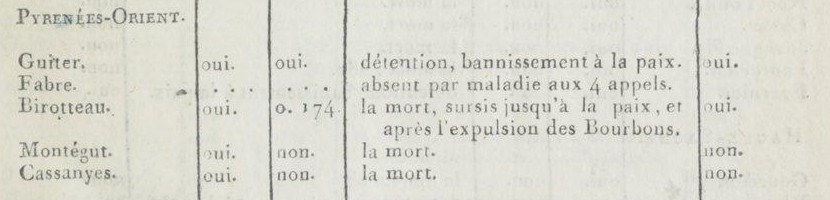
Votes des députés des Pyrénées-Orientales concernant la mort de Louis XVI.

## Mandats
- Maire de Vinça.
- Juge de paix à Vinça.
- 3 septembre 1792 - 26 octobre 1795 : Député à la Convention nationale[4].